# Antoine Bournonville
Antoine Bournonville (19. maj 1760 i Lyon – 11. januar 1843 på Fredensborg Slot) var en fransk-dansk balletdanser, koreograf og balletmester.
Han var far til balletmesteren og koreografen August Bournonville.

## Biografi
Antoine var sammen med sin tvillingebror Wilhelm Bournonville tredje og fjerde søn i en søskendeflok på fem. Forældrene var skuespilleren Amable Louis de Bournonville (1720 – ca.1782) og danserinde og skuespiller Jeanne Evrard (1728-1798). Da han var 9 år, begyndte han på undervisningen i Jean-Georges Noverres balletskole. Han optrådte herefter i Noverres balletter i blandt andet Paris, Wien og London. I 1782 blev han engageret til Den Kongelige Svenske Ballet i Stockholm og blev her indtil mordet på den svenske konge Gustav 3. i 1792. Under en gæsteoptræden i København blev han engageret som solodanser ved Den Kongelige Ballet.

## Ægteskab og børn
Antoine blev gift den 3. december 1792 med balletdanser og skuespiller Mariane Jensen (20. november 1767 i Mariager – 29. august 1797) med hvem han fik 3 børn:
- Gustafva Adelaide Augusta Bournonville (23. april 1793 i København- 6. marts 1831 i Stockholm)
- Emile-Conrad Anthon Bournonville (5. april 1795 – 1797 eller 1801)
- Anthon Bournonville (6. august 1797 i København – i Philadelphia)

Med sin husholderske Lovisa Sundberg fik han 4 børn. Parret giftede sig i 1816.
- Antoine Auguste Bournonville (1805-1879)
- Lovise Juliane Bournonville (1811 – ?)
- Theodor Anthon Bournonville (1815 – ?)
- Frederikke Wilhelmine Antoinette Bournonville (28. september 1817 – 1897)

Sammen med danser og skuespiller Karen Marie Olsen fik han 1 barn
Emil Anton Conrad Olsen (1806-).